# Sex & Drugs & Rock & Roll
«Sex & Drugs & Rock & Roll» — песня британского рок-исполнителя Иэна Дьюри и его дебютный сингл, выпущенный (с «Razzle in My Pocket» на обороте) лейблом Stiff Records 26 августа 1977 года. Группа Ian Dury and the Blockheads к этому времени уже существовала, но только двое её участников, соавтор Чез Джанкел и саксофонист Дэйви Пэйн, приняли участие в записи; сингл был выпущен как сольная работа Иэна Дьюри.
Британский журнал New Musical Express включил данную композицию в свой список «500 величайших песен всех времён», разместив её в нём на 358-й позиции.

## История создания
«Sex & Drugs & Rock & Roll» не вошёл в чарты: он разошёлся незначительным, 19-тысячным тиражом. Причиной такой неудачи во многом явилась политика лейбла Stiff Record, который не допечатывал тираж, а вскоре снимал сингл, не оправдавший ожиданий, с продажи — предполагалось, что такой упор на «ранний» успех должен как раз содействовать продвижению в чартах. Сингл «Sex & Drugs & Rock & Roll» был снят с продажи через два месяца после выпуска. Однако уже год спустя песня стала переиздаваться, стремительно обретая статус своего рода «гимна» новой волны, а последствии даже — всего ушедшего века.

### Текст
Песня, выпущенная в год расцвета панк-рока, многими была интерпретирована как прославление гедонизма, — как выяснилось, ошибочно. Песня была запрещена на BBC, но Энн Найтингейл и Джон Пил, игнорируя запрет, включали её в свой плей-лист. Сам Дьюри утверждал, что в песне всего лишь пытался сказать, что в жизни есть нечто большее, чем работа с девяти до пяти, хотя по сей день многие отмечают туманность некоторых фраз текста, словно бы намекающих на некий, прямо не упоминаемый, вид «тайной деятельности».

### Переиздания
В течение почти года «Sex & Drugs & Rock & Roll» считался едва ли не раритетом. Дьюри не включал синглы в альбомы; 12"-версия сингла вышла в ноябре 1977 года во Франции, где на оборотную сторону были помещены две песни следующего британского сингла, «Sweet Gene Vincent» и «You’re More Than Fair» (заменившие «Razzle in My Pocket»).
В декабре тысяча копий британской версии сингла, специально для этой цели допрессованные, были распространены бесплатно на рождественской вечеринке NME. На этот раз место «Razzle in My Pocket» на обороте заняли «England’s Glory» и «Two Stiff Steep Hills», два трека, записанных ещё Ian Dury & The Kilburns, в последние месяцы существования группы Kilburn & The Highroads.
После этого песня вышла на сборнике Juke Box Dury, выпущенном в 1981 году Stiff Records, после чего стала включаться в каждую компиляцию Дьюри.

#### Концертные версии
Первая концертная версия «Sex & Drugs & Rock & Roll» появилась на сборнике Stiffs Live Stiffs LP, куда вошли записи тура организованного лейблом Ника Лоу, Элвиса Костелло и других участников мероприятия. Сначала предполагалось, что хэдлайнером тура станет Костелло, к этому времени добившийся успехов в чартах, затем было решено, что хэдлайнеры будут постоянно меняться. Когда стало ясно, что звёздами тура становятся Ian Dury & The Blockheads «Sex and Drugs and Rock and Roll» стала исполняться в качестве прощального номера концертной программы всеми её участниками. На концертном альбоме такая коллективная версия, записанная при участии квартета барабанщиков, четырёх клавишников и пяти вокалистов, была озаглавлена «Sex & Drugs & Rock & Roll & Chaos», а подписана — Dury and Stiff Stars.
Другая концертная версия вошла в сборник Ian Dury & The Blockheads Straight from the Desk, хотя там большая часть этого номера отведена под представление музыкантов.
Когда лейбл Edsel Records перевыпустил альбом New Boots and Panties!! в рамках массового переиздания материала Дьюри, записанного в лондонской Alvic Studios, песня вошла в бонус-диск. Участие в записи новой версии приняли барабанщики Норман Уотт-Рой и Чарли Чарльз.

## Влияние на массовую культуру
Название песни часто цитируется в СМИ и литературе в качестве ёмкого описания жизненных идеалов типичного представителя субкультуры с точки зрения говорящего. Примеры цитат и отсылок к названию альбома:
- Книга «Sex, Drugs, Einstein & Elves», автор — Клифф Пикуовер.
- Книга «Sex, Drugs, and Cocoa Puffs: A Low Culture Manifesto», автор — Чак Клостерман.
- Фильм «Sex, Drugs, Rock & Roll» с участием Эрика Богосяна.
- Первые строки песни воспроизводятся в начале песни «Ain’t No Right» группы Jane's Addiction.
- Визуальная новелла «Love, Money, Rock’n’Roll», созданная Soviet Games.

## Издания
- Do It Yourself (1979, Japan Bonus Disc, 4:51 JVC)
- Jukebox Dury (1981, 3:15 JVC)
- Sex & Drugs & Rock ’n’ Roll: The Best of Ian Dury and the Blockheads (1992, 3:05 Rhino)
- The Best of Sex & Drugs & Rock & Roll (1992, 3:08 The Great American)
- Sounds of the Seventies: Punk and New Wave (1993, 3:12 Time/Life Music)
- Best Punk Album in the World…Ever (1995, Virgin Records)
- Best of New Wave (1997, EMI Music Distribution)
- Heroes (2004, Sony Music)
- Straight from the Desk (2004, 12:27 Vivid)
- New Wave Heroes (2006, BMG)
- I Love Rock! (2007, 3:05 Wagram Records)
- The Stiff Singles, Peel Session and Promo Videos (2008, 8CD/DVD, 3:07 Edsel Records)